# Quiosc de Comillas
El quiosc de Comillas va ser una construcció realitzada el 1881 per l'arquitecte Antoni Gaudí per a la visita del rei Alfons XII a la localitat càntabra d'aquest nom, convidat per Antonio López y López, primer marquès de Comillas. El 1883 va ser traslladat a la finca Güell de les Corts (Barcelona), on va desaparèixer en data incerta.

## Història i descripció
Antonio López va ser un navilier que va fer una gran fortuna a Cuba, per a després establir-se a Barcelona, on va fundar diverses empreses, com la Companyia Transatlàntica, el Banc de Crèdit Mercantil, el Banc Hispano Colonial o la Companyia General de Tabacs de Filipines. El 1878, el rei Alfons XII el va nomenar marquès de Comillas, i el 1881, li va atorgar la dignitat de Gran d'Espanya. A la seva localitat natal, el marquès va fer construir una gran residència, el palau de Sobrellano, projectat per l'arquitecte Joan Martorell i Montells. El seu gendre Eusebi Güell era el principal mecenes de Gaudí, a qui havia conegut a l'Exposició Universal  de París de 1878, on va quedar gratament impressionat per la vitrina que aquest havia dissenyat per a la guanteria Comella. Per això, el 1880 el marquès va encarregar a Gaudí l'elaboració del mobiliari per a la capella-panteó del seu palau.
El 6 d'agost del 1881, el rei Alfons XII va fer una visita a Comillas, convidat per Antonio López. La localitat es va guarnir per a l'esdeveniment: es van col·locar arcs de benvinguda als accessos a la població, amb representacions dels diversos oficis, i es van instal·lar trenta fanalets de llum elèctrica als carrers.

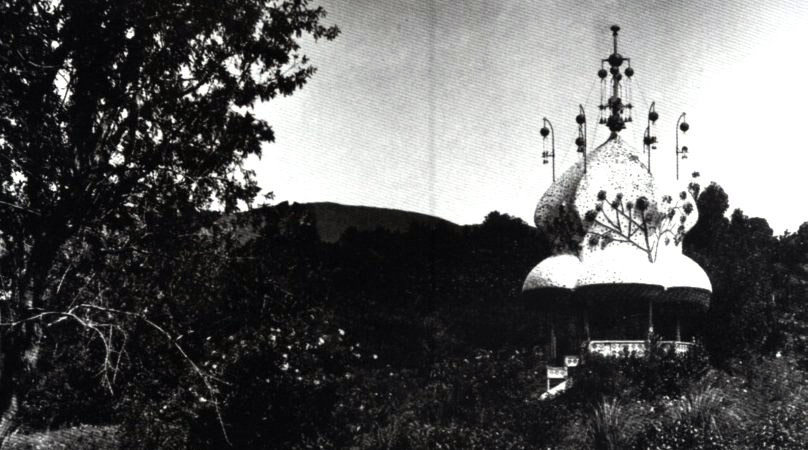
El quiosc instal·lat al jardí de la finca Güell

Amb motiu de la visita, López va encarregar a Gaudí la construcció d'un quiosc-fumador per al jardí del seu palau. L'obra es va realitzar al taller d'ebenisteria d'Eudald Puntí, col·laborador habitual de l'arquitecte a l'inici de la seva carrera, i on també s'havia fabricat la vitrina Comella. Les peces del conjunt es van enviar per tren des de Barcelona, juntament amb uns operaris per a erigir-lo in situ. El quiosc tenia forma de templet d'aspecte oriental, possiblement inspirat en l'arquitectura índia. Era de fusta, ferro i vidre, amb un basament poligonal sobre el qual s'alçaven unes columnes que sostenien una coberta de rient volada, decorat amb múltiples campanetes de cristall que dringaven al vent. En el sostre hi havia diversos fanals de cristall per a la il·luminació nocturna. A l'interior, sobre una catifa, es trobava una elegant taula acompanyada de cadirat; aquesta taula era originalment de vidre tallat en la superfície, però al vespre de la visita reial aquest vidre va ser trencat per un operari i es va haver de substituir per una taula de fusta que va ser coberta per un damasc aportat pel marquès.
A la mort del marquès de Comillas el 1883, el quiosc va ser traslladat als jardins de la finca Güell a les Corts —llavors municipi independent, agregat a Barcelona el 1897— i hi va ser fins que va desaparèixer en data i circumstàncies indeterminades.
Aquell mateix any, Gaudí va rebre l'encàrrec d'un xalet per a Máximo Díaz de Quijano, concunyat d'Antonio López, conegut com El Capricho, una de les principals realitzacions de l'arquitecte en els seus primers anys de carrera, juntament amb la Casa Vicens.